# Marismas del Odiel
Marismas del Odiel är en sumpmark i Spanien.   Den ligger i regionen Andalusien, i den sydvästra delen av landet, 500 km sydväst om huvudstaden Madrid.